# Louis Saulnier
Louis Saulnier – francuski hokeista na trawie, który występował na pozycji obrońcy, uczestnik Letnich Igrzysk Olimpijskich 1908.
Na igrzyskach w Londynie, Saulnier reprezentował swój kraj w jednym spotkaniu (z dwóch, jakie Francja rozegrała na tym turnieju), w którym Francja poniosła porażkę 0-1 z Cesarstwem Niemieckim. W klasyfikacji końcowej jego drużyna zajęła ostatnie szóste miejsce.